# IEEE 802.8
IEEE 802.8 또는 광섬유 기술 권고 그룹(Fiber Optic Technical Advisory Group)은 컴퓨터 네트워크를 통한 토큰에서 사용되는 광섬유 미디어를 위한 근거리 통신망(LAN) 표준이다. IEEE 802 표준 그룹의 일부이다. 

## 같이 보기
- IEEE
- 근거리 통신망